# West Brookfield (Massachusetts)
West Brookfield es un pueblo ubicado en el condado de Worcester en el estado estadounidense de Massachusetts. En el Censo de 2010 tenía una población de 3701 habitantes y una densidad poblacional de 67,66 personas por km².

## Geografía
West Brookfield se encuentra ubicado en las coordenadas 42°15′24″N 72°9′29″O / 42.25667, -72.15806. Según la Oficina del Censo de los Estados Unidos, West Brookfield tiene una superficie total de 54.7 km², de la cual 53.06 km² corresponden a tierra firme y (3%) 1.64 km² es agua.

## Demografía
Según el censo de 2010, había 3.701 personas residiendo en West Brookfield. La densidad de población era de 67,66 hab./km². De los 3.701 habitantes, West Brookfield estaba compuesto por el 96.84% blancos, el 0.76% eran afroamericanos, el 0.19% eran amerindios, el 0.62% eran asiáticos, el 0% eran isleños del Pacífico, el 0.35% eran de otras razas y el 1.24% pertenecían a dos o más razas. Del total de la población el 1.7% eran hispanos o latinos de cualquier raza.